# WNBA All-Star Game 2003
Match précédent Match suivant
Le WNBA All-Star Game 2003 a été joué le 12 juillet 2003 dans le Madison Square Garden de New York. Ce match est le 5e All-Star Game annuel. New York accueille cet évènement pour la deuxième fois de son histoire après l'édition 1999.
Les joueuses de la Conférence Ouest battent les joueuses de la Conférence Est 84 à 75. Nikki Teasley est élue MVP de la rencontre. Lisa Leslie et Tamika Catchings sont les meilleures marqueuses du match avec 17 points.

## Joueuses
| Pos.         | Joueuse          | Équipe                      | Participation |
| Titulaires   | Titulaires       | Titulaires                  | Titulaires    |
| ------------ | ---------------- | --------------------------- | ------------- |
| PG           | Sue Bird         | Storm de Seattle            | 2e            |
| PG           | Cynthia Cooper*  | Comets de Houston           | 3e            |
| SF           | Sheryl Swoopes   | Comets de Houston           | 4e            |
| PF           | Tina Thompson*   | Comets de Houston           | 5e            |
| C            | Lisa Leslie      | Sparks de Los Angeles       | 5e            |
| Remplaçantes |                  |                             |               |
| PG           | Nikki Teasley*   | Sparks de Los Angeles       | 1re           |
| SG           | Tamecka Dixon*   | Sparks de Los Angeles       | 3e            |
| SG           | Marie Ferdinand  | Silver Stars de San Antonio | 2e            |
| SG           | Katie Smith      | Lynx du Minnesota           | 4e            |
| PF           | Lauren Jackson*  | Storm de Seattle            | 3e            |
| PF           | Adrian Williams  | Mercury de Phoenix          | 1re           |
| C            | Yolanda Griffith | Monarchs de Sacramento      | 4e            |
| Entraîneur   |                  |                             |               |
|              | Michael Cooper   | Sparks de Los Angeles       |               |

| Pos.         | Joueuse             | Équipe                | Participation |
| Titulaires   | Titulaires          | Titulaires            | Titulaires    |
| ------------ | ------------------- | --------------------- | ------------- |
| PG           | Teresa Weatherspoon | Liberty de New York   | 5e            |
| PG           | Dawn Staley         | Sting de Charlotte    | 3e            |
| SF           | Tamika Catchings    | Fever de l'Indiana    | 2e            |
| SF           | Chamique Holdsclaw  | Mystics de Washington | 5e            |
| C            | Tari Phillips       | Liberty de New York   | 4e            |
| Remplaçantes |                     |                       |               |
| PG           | Becky Hammon*       | Liberty de New York   | 1re           |
| PG           | Shannon Johnson     | Sun du Connecticut    | 4e            |
| SG           | Deanna Nolan        | Shock de Détroit      | 1re           |
| SG           | Nykesha Sales*      | Sun du Connecticut    | 5e            |
| SF           | Swin Cash           | Shock de Détroit      | 1re           |
| PF           | Natalie Williams    | Fever de l'Indiana    | 4e            |
| C            | Cheryl Ford         | Shock de Détroit      | 1re           |
| Entraîneur   |                     |                       |               |
|              | Richie Adubato      | Liberty de New York   |               |

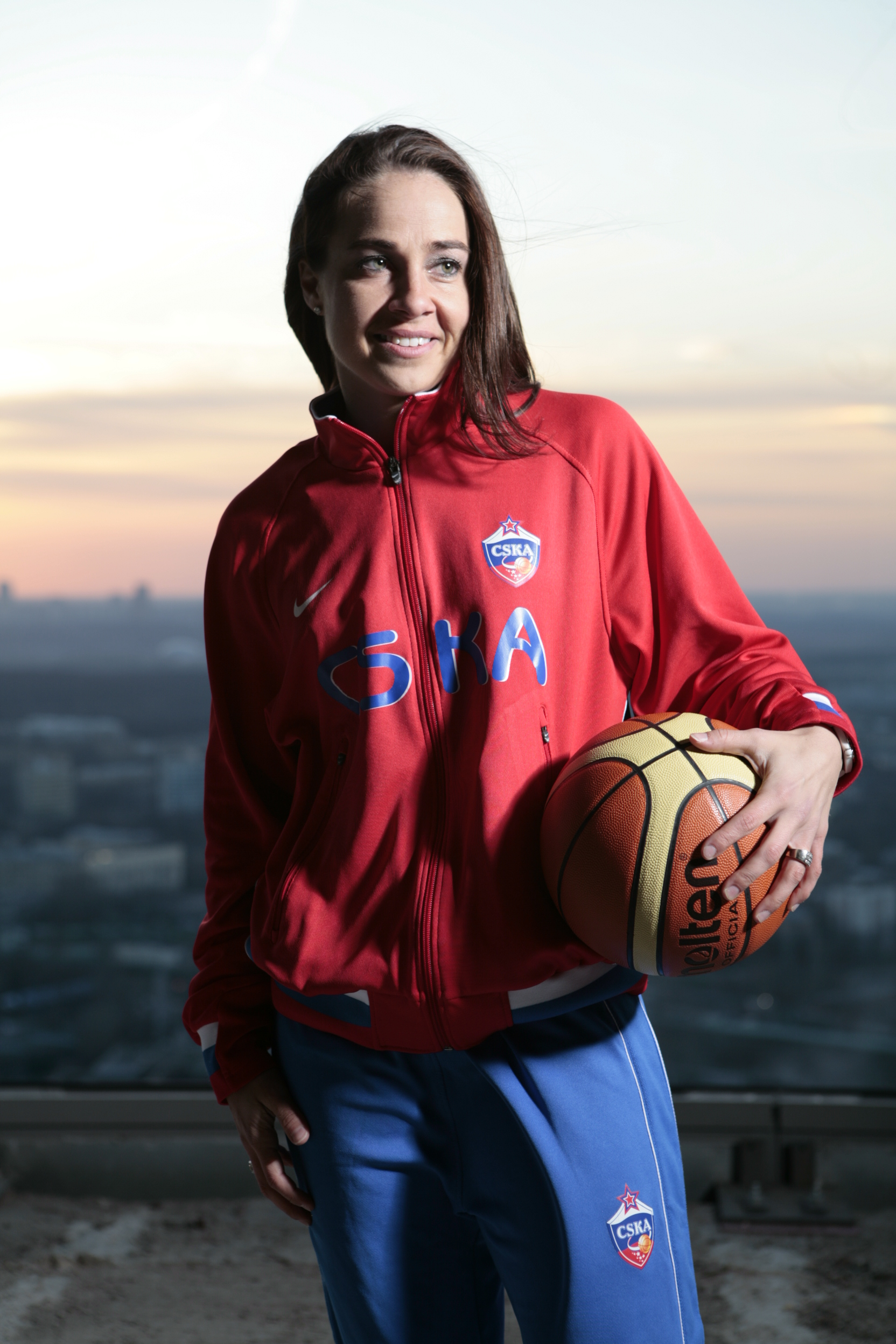
Becky Hammon

* Cynthia Cooper, Tina Thompson et Becky Hammon sont forfaits sur blessure. Nikki Teasley, Tamecka Dixon, Lauren Jackson et Nykesha Sales sont appelées pour les suppléer.
Tamecka Dixon et Lauren Jackson ont remplacé respectivement Cynthia Cooper et Tina Thompson dans le cinq majeur de l’Ouest.
Michael Cooper (Sparks de Los Angeles) dirige la sélection de l’Ouest et Richie Adubato (Liberty de New York) celle de l’Est.
| 12 juillet |                                                   | Conférence Ouest 84, Conférence Est 75 | Conférence Ouest 84, Conférence Est 75                | Conférence Ouest 84, Conférence Est 75 |  | Madison Square Garden, New York Affluence : 18,610 | ESPN |
| 12 juillet | Lisa Leslie 17 Yolanda Griffith 7 Nikki Teasley 6 | Points Rebonds Passes d.               | Tamika Catchings 17 Natalie Williams 11 Dawn Staley 7 |                                        |  | Madison Square Garden, New York Affluence : 18,610 | ESPN |